# 生放送!お笑い名人会
『生放送!お笑い名人会』（なまほうそう おわらいめいじんかい）は、1985年10月14日から1988年3月28日までテレビ東京で放送されていた演芸番組である。その後も1988年4月19日から同年9月20日まで『爆笑おもしろ寄席』（ばくしょうおもしろよせ）と題して放送されていた。いずれも浅草演芸ホールからの生中継。

## 概要
みのもんたが司会を務めていた番組シリーズで番組は、前半の演芸2 - 3題と後半の大喜利によって構成。演芸の合間にはみのの軽妙なトークで繋いでいた。20時40分前後には「笑いと恐怖のハリセン大喜利」が行われていた。立川左談次、桂米助、三笑亭夢之助、柳家権太楼、笑福亭鶴光らがレギュラー回答者を務めていた。良い回答をした人物には古今亭菊乃（後の古今亭菊千代）が飴玉を振舞い、悪い回答をした人物には鈴々舎馬風が座布団運びならぬ「ハリセン大魔王」として現れ、容赦なくハリセンで叩きのめした。レギュラー回答者たちが馬風に対して悪態をつくような回答をするたびに容赦なくハリセンが飛び、観客を爆笑させた。
番組テーマ曲には、原田ゆかりの歌「GENYADANA」のインストゥルメンタル版が使われていた。

## 放送時間
いずれも日本標準時。
- 月曜 20:00 - 20:54 （生放送!お笑い名人会）
- 火曜 20:00 - 20:54 （爆笑おもしろ寄席）

## 放送局
特筆の無い限り全て同時ネット。
- テレビ東京
- テレビ愛知
- テレビ大阪
- テレビせとうち
- テレビ西日本
- 富山テレビ：木曜 11:00 - 11:30[1]